# Astronautica

Fotografia della Terra scattata dal modulo di comando dell'Apollo 8 in orbita intorno alla Luna

L'astronautica (o cosmonautica) è la disciplina che si occupa della navigazione al di fuori dell'atmosfera terrestre tramite l'impiego di veicoli spaziali, sia automatizzati che provvisti di equipaggio. Può anche essere definita come la scienza che si occupa della tecnologia dei viaggi spaziali, compresa all'interno dell'ingegneria aerospaziale.
Il termine astronautica (originario dal francese astronautique) è stato coniato durante gli anni '20 del XX secolo da J. H. Rosny, presidente dell'Accademia Goncourt, in analogia con il termine aeronautica, dedicato alla disciplina dei viaggi all'interno dell'atmosfera. Nel 1930 Robert Esnault-Pelterie pubblicò il primo libro riguardo a questo nuovo campo di ricerca. Il termine cosmonautica (dal francese cosmonautique) è stato invece introdotto successivamente, negli anni '30, da Ary Sternfeld nel suo libro Initiation à la Cosmonautique ("Introduzione alla Cosmonautica"), che nel 1934 gli fece vincere il Premio REP-Hirsch, più tardi conosciuto come Premio d'Astronautica, della Società Francese di Astronomia.
Come in aeronautica, le limitazioni poste dal peso, dal calore e dalle forze esterne fanno sì che qualsiasi veicolo spaziale debba sopravvivere a condizioni estreme e ad ambienti molto diversi da quello terrestre: alti gradi di vuoto, il bombardamento di radiazioni cosmiche nei viaggi interplanetari, le fasce magnetiche presenti intorno alla Terra in orbita bassa, variazioni estreme e repentine di temperatura, ecc.

## Storia
Molto prima della reale possibilità di affrontare i viaggi spaziali, la questione venne affrontata da scrittori di fantascienza come Jules Verne e H. G. Wells. Tuttavia i fondamenti teorici e matematici del viaggio nello spazio erano già stati stabiliti da Isaac Newton nel 1687 all'interno de "I Principi Matematici della Filosofia Naturale" (in originale Philosophiae Naturalis Principia Mathematica), dove è stata formulata per la prima volta la legge di gravitazione universale. Altri matematici, come lo svizzero Eulero e l'italiano Joseph-Louis Lagrange, hanno contribuito in maniera essenziale nel XVIII e nel XIX secolo; nonostante tutto, però, l'astronautica non divenne una scienza applicata fino alla metà nel XX secolo a causa delle limitazioni tecnologiche.
All'inizio del '900 l'ingegnere e scienziato russo Konstantin Ėduardovič Ciolkovskij derivò l'equazione del razzo, la legge fondamentale che governa qualsiasi tipo di propulsione a razzo; questa relazione permise di calcolare la velocità finale che un razzo può raggiungere in base al suo peso iniziale, alla massa di propellente trasportato ed alla velocità di uscita nel propellente stesso dal motore. Nei primi anni '20, l'americano Robert Goddard sviluppò il razzo a propellente liquido, tecnologia che nei successivi decenni diventò la base nella progettazione dei missili e lanciatori più famosi, come il V-2 ed il Saturn V. Altri personaggi illustri che hanno contribuito allo sviluppo ed all'applicazione pratica di questa nuova scienza sono Hermann Oberth, Sergej Korolëv e Wernher von Braun.
Il primo oggetto a raggiungere lo spazio, superando quello che generalmente è considerato il confine con l'atmosfera (la cosiddetta Linea di Kàrmàn), è stato il missile tedesco V-2 nel 20 giugno 1944, che raggiunse un'altitudine di 176 chilometri a seguito di un volo suborbitale di prova. Il primo oggetto invece a raggiungere l'orbita attorno alla Terra è stato lo Sputnik 1, lanciato nel ottobre del 1957 dall'URSS; ebbe inizio così la corsa allo spazio tra USA e Unione Sovietica. Sempre quest'ultima inviò, nel 1961, il primo essere umano nello spazio, Jurij Gagarin, a bordo della navicella Vostok 1, aprendo le porte ai voli con equipaggio. Negli anni successivi la corsa allo spazio si fece sempre più serrata e culminò nel luglio 1969 con lo sbarco sulla Luna dei primi esseri umani, Neil Armstrong e Buzz Aldrin, durante la missione Apollo 11.
In seguito, l'attività spaziale con equipaggio si concentrò esclusivamente sulle missioni in orbita terrestre e sulle stazioni spaziali, portando alla costruzione della Stazione spaziale internazionale agli inizi del XXI secolo, il primo progetto congiunto di più agenzie spaziali. Nello stesso periodo, tuttavia, numerose sonde automatiche sono state inviate in tutti gli angoli del Sistema Solare, permettendo l'esplorazione di tutti i pianeti e anche di altri corpi celesti come asteroidi e comete.

## Branche dell'astronautica e campi di studi correlati
Nonostante spesso si ritenga che l'astronautica in sé sia una materia piuttosto specializzata, gli ingegneri e gli scienziati che lavorano in quest'area hanno conoscenze in molti campi di studio distinti.
- Astrodinamica: lo studio dei moti orbitali. Questa disciplina si occupa di argomenti come le traiettorie dei veicoli spaziali, balistica, meccanica celeste.
- Propulsione spaziale: come le navicelle cambiano la loro orbita e come le stesse vengono lanciate dalla Terra o da qualsiasi altro corpo celeste. Esistono molte tipologie di propulsione utilizzabili nello spazio; la più utilizzata è la propulsione a razzo, che può essere principalmente di tipo chimico (il classico razzo a propellente solido o liquido), elettrico o nucleare.
- Progettazione di veicoli spaziali: parte della più ampia ingegneria dei sistemi, si focalizza sullo sviluppo e implementazione di tutti i sistemi necessari per una particolare navicella spaziale, sonda o satellite.
- Automazione e controllo: al fine di mantenere un razzo o sonda nell'orbita desiderata (navigazione spaziale) e nell'orientazione corretta (controllo di assetto).
- Ambiente spaziale: più una branca della fisica che dell'astronautica, riguarda gli effetti del meteo spaziale e di altre problematiche peculiari di questo ambiente che costituiscono un campo di studi sempre più importante per gli ingegneri.
- Medicina spaziale: lo studio degli effetti sul corpo umano dell'ambiente al di fuori dell'atmosfera terrestre.

L'astronautica inoltre è strettamente collegata con l'aeronautica sotto molti aspetti ed entrambe spesso beneficiano di tecnologie sviluppate nell'altro campo; molto spesso, il termine aerospazio viene usato per collegare le due in un ancor più ampio campo di studi ed applicazioni.